# موز ماني
موز ماني (الاسم العلمي:Musa mannii) هو نوع من النباتات يتبع جنس الموز من فصيلة الموزية.